# Замъкът на паяците
„Замъкът на паяците“ (на японски: 蜘蛛巣城, по Система на Хепбърн: Kumonosu-jō), срещан и като „Кървавият трон“ (от английското заглавие: Throne of Blood), е японски пълнометражен игрален филм от 1957 г., режисиран от Акира Куросава. Сценарният екип включва: Куросава, Шинобу Хашимото, Рюдзо Кикушима и Хидео Огуни. В лентата участват актьорите: Тоширо Мифуне, Исудзу Ямада, Минору Чиаки и Такаши Шимура.
Филмът на Куросава е екранизация по известната трагедия на Шекспир „Макбет“, смесена с елементи от стила на японския театър „Но“. Действието е пренесено в Япония, по време на феодалния строй. Двама смели самураи, служещи на местен феодал, са натъкват на демон, който им предсказва бляскава военна кариера, завършваща с вражда между тях и убийството им.
Лентата на именития режисьор е обявена от критиката за една от най-сполучливите адаптация по произведение на Шекспир.

## Сюжет
Внимание:  Текстът по-долу разкрива сюжета на произведението (или части от него)!
Господарят на Замъка на паяците Цудзуки е нападнат от враговете си. Бунтовете са потушени от командирите, действащи под негова власт, Мики и Уашидзу. На път към двореца на господаря си, двамата смели войни се загубват в Гората на паяците, разположен в близост до палата. В страховитата гора самураите се срещат със зъл дух, който вижда в бъдещето. Призракът казва, че тази вечер Уашидзу ще стане командир на Северния гарнизон, а Мики – командир на Първа крепост. След това предсказва, че първият войн ще се възкачи на трона на Замъка на паяците, но накрая синът на Мики ще се превърне в господар на двореца. Предсказанията започват да се сбъдват; двамата мъже са повишени още същия ден вечерта.
Уашидзу е верен на своя владетеля, но се намира под голямото влияние на съпругата си Асаджи. Жената смята, че господарят на Замъка на паяците подозира своя подчинен в предателство, след като Мики му е споменал за срещата им с призрака. Тя съветва съпруга си да убие Цудзуки и да стане новия господар на двореца. Неочаквана визита на васала прекъсва разговора на семейството. Владетелят съобщава, че се готви тайно да нападне един от своите врагове и поверява управлението на авангарда на Уашидзу. За Асаджи това е начин Цудзуки да се отърве от своя подчинен. През нощта коварната съпруга напива пазачите на господаря с упойващо саке. Уашидзу убива владетеля, а неговата съучастница взима копието, с което е извършено убийството, и го поставя в ръцете на един от заспалите пазачи. Ударена е тревога. Уашидзу взима меча си и убива войника, държал смъртоносното копие.
Синът на покойния васал, принц Кунимару, и бившия висш съветник Нориясу подозират новия господар в убийството на Цудзуки. Те търсят помощ от Мики, но командирът отказва да приеме, че неговия приятел е предател. Уашидзу остава верен на своя другар и се кани да посочи неговия син за наследник на трона. Решението му обаче е сериозно разклатено, след като бездетната Асаджи съобщава, че чака дете. По време на празненството, на което официално ще се обяви наследника, на пияния Уашидзу му се привижда призрака на Мики. Обзет от емоции, той разкрива своето предателство пред присъстващите. В края на празненството, когато всички са се разотивали, войник донася главата на Мики. Синът на мъртвеца обаче е успял да се измъкне.
Кунимару и Нориясу постъпват като комнадири при Инаму и успяват да превземат първите две крепости на Уашидзу. Междувременно Асанджи ражда мъртво дете. Обърканият господар отива отново в Гората на паяците. Там злият дух казва на Уашидзу, че докато дърветата на Гората на паяците не се надигнат, той няма да бъде победен. Васалът е убеден в своята победа, както и цялата му армия. На другия ден, сутринта, Уашидзу заварва съпругата си потънала в параноя, че не може да измие ръцете си, изцапани с кръв. След малко цялата войска се разбягва, видяла, че дърветата от гората се движат. Уашидзу е обречен; предсказанието се е сбъднало. Войниците изстрелват множество стрели върху него и владетелят пада мъртъв. Оказва се движещите дървета са настъпващата войска на Нориясу, прикрила се с отрязани върхове на ели.

## Актьорски състав
| Име на актьора   | Име на персонажа (бълг. ез.) | Оригинално име на персонажа | Шекспираво персонаж | Описание                        |
| ---------------- | ---------------------------- | --------------------------- | ------------------- | ------------------------------- |
| Тоширо Мифуне    | Такетоки Уашидзу             | 鷲津武時                    | Макбет              | Господар на Замъкът на паяците. |
| Исудзу Ямада     | Асаджи                       | 鷲津浅茅                    | Лейди Макбет        | Коварна съруга на Уашидзу.      |
| Минору Чиаки     | Йошиаки Мики                 | 三木義明                    | Банко               | Командир, приятел на Уашидзу.   |
| Такаши Шимура    | Нориясу Одагура              | 小田倉則保                  | Макдъф              | Съветник на Цудзуки.            |
| Акира Кубо       | Йошитери                     | 三木義照                    | Флиенс              | Син и наследник на Мики.        |
| Такамару Сасаки  | Кунихару Цудзуки             | 都築国春                    | Крал Дънкън         | Старият господар на замъка.     |
| Йоичи Тачикава   | Кунимару                     | 国丸                        | Малкълл/Доналбейн   | Син на Цудзуки.                 |
| Чиеко Нанива     | Зъл дух                      |                             | Трите вещици        | Демон предсказател.             |
| Исао (ко) Кимура | Войнът призрак               |                             |                     |                                 |
| Кокутен Кодо     | Пълководец                   |                             |                     |                                 |

## Начало на проекта и влияние от Но
Куросава възнамерява да направи филм по „Макбет“ още след завършването на своята класика „Рашомон“. По това време обаче е обявена екранизацията по творбата на Шекспир от американския режисьор Орсън Уелс и японския кинотворец отлага проекта.
Една от най-трудните задачи, споделя Куросава, е как да се приспособи английската пиеса към японската публика. Именитият режисьор често споделя своята любов към театъра „Но“. Той посочва, че сцената с копията е съпоставена със стила и ритъма на Но. От там са и звукова-музикалните елементи: флейта, барабан. Повдигането бавно на ветрило е каноничен жест в Но, изразяващ печал, който се среща при движенията на персонажа на Асаджи. Куросава споделя, че други неща, заимствани от японския театър са: декори, грим, костюми, движения и постановка.
По случай 500 г. от рожденията на Шекспир японският творец е поканен в Англия. Той не успява да присъства, но праща писмо, маски от Но и 15-минутен филм, в който самия Куросава показва как всеки кадър от „Замъка на паяците“ съответства на дадена маска.

## Критика
В сайта Rotten Tomatoes за филмът е дадена оценка от 98% от общо 42 гласували (само 1 е с отрицателна мнение), което го определя като „свеж“. Оценката на публиката е 94%. Американският филмов критик Ленърд Малти дава на четири от четири звезди на творбата на Куросава.

## DVD и Blu-ray издания
На 27 май 2003 г. „Замъкът на паяците“ излиза на DVD, издавано от американската компания „The Criterion Collection“. Премиерата на Blu-ray изданието е на 7 януари 2014 г.